# Museo del tatuaje
El Museo del Tatuaje es el primero de su tipo en México. Se inauguró el 6 de marzo de 2014 con el fin de dar a conocer la cultura, historia y la industria del tatuaje.
Cuenta con una decoración muy característica mexicana incorporando calaveras, flores y colores vivos. Se encuentra ubicado en la colonia Roma y en las instalaciones se imparten seminarios diversos relativos al tatuaje.

## Historia
Alberga una colección reunida por más de 25 años donde se incluye parte de la cultura del tatuaje nacional  e internacional como son:
- Tarjetas de tatuadores hechas a mano con diferentes técnicas.
- Flyers de los primeros tatuadores y de las primeras Expo Tatuajes en México.
- Fotografías de los personajes más importantes en la escena a nivel nacional e internacional.
- Una colección de las primeras revistas de tatuajes en México y el mundo.
- Instrumentos para tatuar, como pigmentos, máquinas, agujas y dibujos provenientes de distintas culturas y épocas, desde Nepal, Polinesia, México y otros lugares.

## Localización
Está ubicado en Insurgentes Sur No. 221, 3.er Piso Museo, 2.º Piso Galería, Colonia Roma, Delegación Cuahutémoc.